# Rodelinda
Rodelinda, Regina de' Longobardi (o simplement Rodelinda) és una òpera italiana en tres actes composta per Georg Friedrich Händel (HWV 19) i amb llibret de Nicola Francesco Haym, basat en un llibret anterior d'Antonio Salvi i inspirat en l'obra Pertharite, roi des Lombards del dramaturg francès Pierre Corneille. És l'òpera que va tenir més èxit de Händel després de Giulio Cesare.
Es va estrenar al King's Theater de Haymarket, a Londres, el 13 de febrer de 1725. Entre els cantants originals hi havia la famosa soprano Francesca Cuzzoni (Rodelinda) i el castrato Francesco Bernardi (Il Senesino). Es tornà a representar la següent temporada i a la de 1731. Fou la primera òpera de Händel en ser recuperada al segle xx, el 1920.
Per la seva trama, al llarg de la qual una dona es manté fidel al seu espòs desgraciat, a qui ha de salvar, podem dir que Rodelinda anticipa les "òperes de rescat" que van estar en voga a finals del segle xviii, i de les quals Fidelio (1805), de Beethoven, va transcendir com la més important d'aquesta varietat dins del gènere líric.

## Origen i context
Rodelinda corona la trilogia d'obres mestres del període de Händel comprès entre 1720 i 1740. A diferència de Giulio Cesare i Tamerlano, la gestació de la nova òpera tenia un avantatge sobre les altres: Händel ja coneixia perfectament els seus cantants. Amb un ritme de treball tan extraordinari com la seva inspiració, va escriure Rodelinda, Regina de'Longobardi, dramma per musica in tre atti, en el catàleg de les seves obres porta el número 19. D'acord amb la signatura autògrafa que apareix en l'última pàgina de la partitura, la tasca va concloure el 20 de gener de 1725.
Al llarg dels seus tres actes trobem, una vegada més, l'amalgama entre la seva tècnica de composició apresa al seu país d'origen i l'assimilació de l'estil italià, en una època en què el belcanto travessava la seva esplendor, però Händel va anar molt més enllà, ja que el seu no era només un estil virtuosístic i ornamental, com ha passat amb tantes òperes de l'època que van caure en l'oblit. A més de la bellesa melòdica tan personal, probablement inigualable durant aquells temps, i una escriptura mitjançant la qual els personatges ens transmeten el seu sentir en forma inequívoca. Mentre en moltes òperes de Händel el primer acte serveix com a introducció al que seguirà durant el segon i el tercer, a Rodelinda ens trobem davant els fets des de l'inici, això es deu al fet que el compositor intervenia en l'elaboració dels llibrets, introduint canvis i agregats que contribuïen a donar solidesa al text.

## Representacions
L'estrena va tenir lloc al King's Theatre de Haymarket, a Londres, el 13 de febrer de 1725. Van ser els seus intèrprets: la soprano Francesca Cuzzoni (Rodelinda), el castrato de timbre greu Senesino (Bertarido), el tenor Francesco Borosini (Grimoaldo), la contralt Anna Vincenza Dotti (Eduige), el castrato, també de timbre greu, Andrea Pacini (Unulfo) i el baix Giuseppe Maria Boschi (Garibaldo). Van seguir representacions els dies 16, 20, 25 i 27 d'aquest mes, els dies 2, 6, 9, 13, 16, 20 i 30 de març, i el 6 d'abril. Aquestes 13 funcions van pujar a escena immediatament després de les 10 representacions de la reposició de Giulio Cesare. En ambdós títols van intervenir els mateixos cantants.
La primera reposició de l'òpera també va tenir lloc al King's Theatre. Van ser vuit representacions entre el 18 de desembre de 1725 i l'11 de gener de 1726. L'elenc va ser gairebé idèntic, llevat que la part de Grimoaldo va ser interpretada per Luigi Antinori, i la d'Unulfo per Antonio Baldi. A aquesta va seguir una nova reposició, en la mateixa sala, el maig de 1731, del repartiment original, només es va mantenir Senesino i es van oferir vuit funcions. Aquesta seguidilla, des de la seva estrena i fins a aquesta data, dona prova del gran èxit de l'obra.
Fora d'Anglaterra i en vida de Händel es representà al Theater am Gänsemarkt d'Hamburg el 29 de novembre de 1734. Allà es va repetir el 2 de desembre i el 15 de juny de 1735, el 29 d'octubre i el 12 de novembre de 1736.
Tot i la immortalitat de Händel, durant gairebé dos segles la seva obra destinada al teatre cantat va caure en l'oblit. La recuperació dels seus drames és un producte del segle XX i tot va començar amb una exhumació de Rodelinda a Göttingen, el 26 de juny de 1920. Avui, tant a Europa com als Estats Units, les òperes del saxó es representen incansablement.

## Argument
Bertarido, rei de Llombardia i Milà, ha estat deposat pel seu germà Gundeberto, rei de Pavia, i pel duc Grimoaldo. Gundeberto va morir en la batalla i Bertarido va desaparèixer, quedant la seva dona, la reina Rodelinda, i el seu jove fill Flavio sota el poder de Grimoaldo. Com a recompensa per vèncer Bertarido, Gundeberto li havia promès a Grimoaldo la mà de la seva germana Eduige, el que li donava dret al tron de Milà. Però encara enamorada, Eduige no acceptava casar-se mentre estigués de dol pels seus dos germans.
Des de l'exili, Bertarido ha enviat una carta que anuncia la seva pròpia mort amb la intenció de tornar d'incògnit a Milà per rescatar la seva dona i el seu fill. Grimoaldo, en l'intent de legitimar el seu accés al tron, considera els seus alternatives ajudat per dos consellers: Garibaldo, el seu col·laborador més proper, i Unulfo, reunit a la família reial i l'única persona que sap que Bertarido encara viu.

### Acte I
Estances de Rodelinda. Grimoaldo demana a Rodelinda la seva mà per a obtenir el tron però, fidel al seu marit desaparegut, ella el rebutja. Eduige li ofereix a Grimoaldo el seu cor (i amb aquest el tron) però ell, encara ferit per haver estat rebutjat, declina la seva oferta (Aria: "L'empio rigor del fato"). Garibaldo declara el seu amor a Eduige: així espera accedir ell mateix al tron. Furiosa amb Grimoaldo, ella no ho rebutja i li promet el seu amor un cop s'hagi venjat de Grimaldo (Aria: "Lo farò, diro: spietato"). Quan queda sol, Garibaldo revela la seva apassionada ambició pel tron (Aria: "Di cupido impiego i vanni").
Cementiri dels reis de Llombardia. Al costat del mausoleu que li ha estat aixecat, Bertarido, vestit d'estranger, enyora estar amb la seva dona i el seu fill Flavio (Aria: "Dove sei, amato bene?", una de les més celebrades de la producció operística de Händel). Unulfo es troba amb ell per confirmar la seva fidelitat. Quan Rodelinda i Flavio arriben al cementiri per homenatjar Bertarido, Unulfo el convenç d'ocultar-se i esperar abans de reunir-se amb ells. Arriba també Garibaldo amb un ultimàtum per Rodelinda: o es casa amb Grimoaldo, o matarà a Flavio. Rodelinda accepta, però jura que Garibaldo l'hi pagarà amb la seva pròpia vida. Bertarido queda enfurismat per l'aparent infidelitat de la seva esposa; esperarà al matrimoni entre ella i Grimoaldo per donar a conèixer que és viu.

### Acte II
Sala del palau reial. Garibaldo, en la seva ambició per la corona, fingeix interès per Eduige. Li proposa ajudar-la a venjar-se de Grimoaldo, però s'adona que ella segueix enamorada d'ell. Garibaldo es retira. Entra Rodelinda i Eduige li revela la seva ira contra ella i Grimoaldo. Arriba Grimoaldo amb els seus consellers Garibaldo i Unulfo. Rodelinda li declara que si vol casar-se amb ella haurà de matar Flavio: no podrà ser mare d'un legítim sobirà i esposa d'un usurpador al mateix temps. Grimoaldo vacil·la. Quan Rodelinda es retira Garibaldo insisteix a Grimoaldo perquè executi el nen (Aria: "Tirannia gliel diede il regno"). Unulfo s'adona que Garibaldo trama una traïció i decideix reunir en secret a Rodelinda i Bertarido.
Un lloc llunyà. Bertarido està només a la vora d'una deu lamentant la seva sort. Arriba la seva germana Eduige, que s'alegra de trobar amb vida i li promet la seva ajuda. Unulfo ve després d'ella i li assegura a Bertarido que, contràriament al que ell sospita, Rodelinda li és fidel.
Estances de Rodelinda. Unulfo li ha anunciat a la reina que Bertarido és viu. Apareix Bertarido i demana perdó a la seva dona per haver dubtat de la seva fidelitat. Però els esposos són descoberts per Grimoaldo, que, tot i no estar clara la seva identitat, ordena l'arrest de Bertarido mentre la parella canta un duo de comiat (Duet: "Io t'abbraccio").

### Acte III
Saló del palau reial. Eduige i Unulfo planegen l'alliberament de Bertarido. Unulfo buscarà a Bertarido i el portarà per un passatge secret que condueix al jardí del palau. Eduige li dona la clau del passadís. Ella guiarà a Rodelinda i al seu fill perquè es reuneixin amb Bertarido. Mentrestant, Garibaldo aconsella Grimoaldo executar al presoner però Grimoaldo dubte i lluita amb la seva consciència.
Un calabós fosc. Bertarido troba una espasa que algú ha llançat per la finestra. Entra Unulfo i Bertarido el fereix amb l'acer: en la foscor l'ha confós amb el seu botxí. Unulfo revela la seva identitat i ambdós escapen pel passadís secret. Però abans, perquè no el reconeguin, Bertarido deixa la capa amb la qual va ser vist per tots. Eduige, Rodelinda i Flavio arriben a la cel·la. Troben la capa plena de sang i temen el pitjor.
Jardí del palau reial. Sense ser vist, Bertarido veu aparèixer a Grimoaldo fora de si d'ira i remordiments (Aria: "Pastorello d'un povero armento"). Esgotat, l'usurpador es queda adormit i Garibaldo, llevant-li la seva espasa, intenta assassinar-lo, però Bertarido impedeix el crim i mata Garibaldo, salvant la vida de Grimoaldo. (Aria: "Vivi, tiranno!"). Arriben Unulfo i Rodelinda. Privilegiant la lleialtat, Grimoaldo torna a Bertarido el tron de Milà, la seva dona i el seu fill. Aquesta vegada accepta la mà de Eduige i amb ella el tron de Pavia, on regnaran junts. Les dues parelles, al costat de Unulfo i Flavio, celebren el triomf de la virtut.

## Escenografia
Händel fa representar amb molt de gust la naturalesa en llurs òperes i també en els seus oratoris. A Rodelinda hi va posar meravelloses escenes vinculades amb la naturalesa.